# Jaune de quinoléine WS
« E104 » redirige ici. Pour les autres significations, voir E104 (homonymie).
Pour les articles homonymes, voir jaune de quinoléine.
Le jaune de quinoléine WS est un composé organique aromatique hétérocyclique utilisé comme colorant alimentaire. Il est référencé dans le Colour Index sous le numéro C.I. 47005 et sous les dénominations « C.I. Acid Yellow 3 » et « C.I. Food Yellow 13 » entre autres.

## Synonymes
- Jaune de quinoline
- E104
- C.I.47005
- Food Yellow 13
- D&C Yellow No. 10

## Production
Le jaune de quinoléine est préparé par sulfonation de (quinolyl-2)-2-indanedione-1,3. Le jaune de quinoléine est constitué essentiellement de sels de sodium (chlorures et sulfates), et d'un mélange de dérivés disulfonés (majoritaires), monosulfonés et trisulfonés.

## Impact sur la santé
Des études conduites par l'AESA mettent en cause le jaune de quinoléine dans les syndromes d'hyperactivité des enfants. Il est aussi considéré comme allergène possible (des cas d'urticaire, rhinite et asthme ont été reportés).
En France, l'étiquetage « peut  avoir des effets indésirables sur l’activité et l’attention chez les enfants» est obligatoire pour tous les produits alimentaires contenant du E104 depuis le 20 juillet 2010, selon le Règlement CE no 1333/2008.
Le caractère cancérogène du jaune de quinoléine n'a pas été formellement démontré par les études de l'EFSA.

## Réglementation
Le jaune de quinoléine a été interdit aux États-Unis, en Norvège, en Australie et au Japon.